# Satersfontein

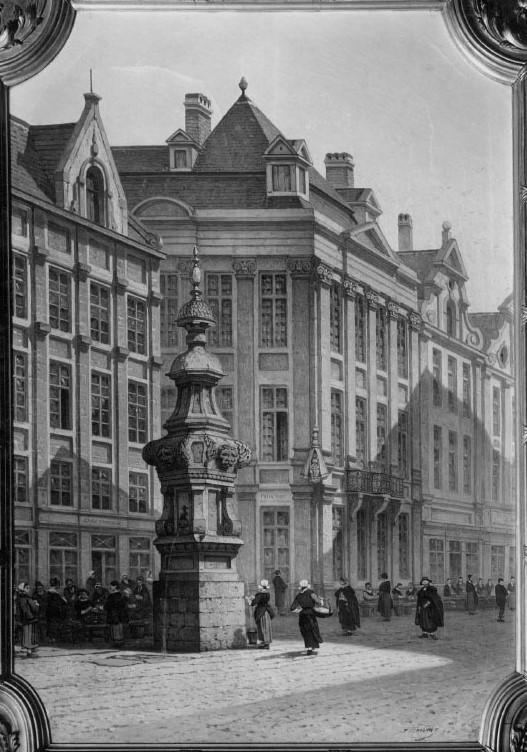
De fontein op een schilderij van François Stroobant (1886)

De Satersfontein was een barokke fontein van Hiëronymus Duquesnoy de Oudere op de Grasmarkt in Brussel.

## Geschiedenis
Een archiefstuk signaleert al een fontein op het plein, waar toen nog vismarkt werd gehouden, in 1360. Een twaalftal jaren na de verhuizing van de vismarkt naar de Werf aan de Zenne, werd de opdracht gegeven voor een nieuwe fontein op wat bekend kwam te staan als de Grasmarkt. Op 8 november 1616 betaalde het stadsbestuur 180 rijngulden aan Antoine Demarez uit Nijvel voor het leveren van de blauwsteen en op 8 april 1617 nog eens 100 rijngulden aan beeldhouwer Duquesnoy.

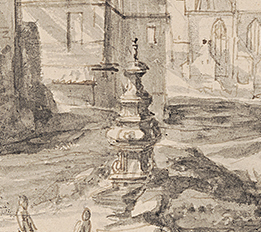
Het Sint-Michielsbeeld is nog te zien op een tekening van Coppens na het bombardement (detail).

Duquesnoy vernieuwde in deze periode verschillende fonteinen voor Brussel: met zekerheid Manneken Pis en vermoedelijk ook de Fontein van de Drie Godinnen. Voor de Grasmarkt ontwierp hij een massieve, decoratieve pijler op een vierhoekige onderbouw. Het water stroomde uit twee spuitmonden in de vorm van dolfijnen in twee bassins. De vier mascarons erboven waren saterkoppen, waaraan de fontein haar naam ontleende. Op de top stond een vergulde Sint-Michiel.
In 1847 werd de Satersfontein afgebroken, nadat de topsculptuur reeds bijna een eeuw was vervangen. Dat jaar werden de Sint-Hubertusgalerijen geopend. Het sloopmateriaal werd twee jaar later openbaar verkocht. Een replica van de fontein was nog te zien in Oud Brussel op de Wereldtentoonstelling van 1935.

## Voetnoten
1. ↑  Géraldine Patigny, "Manneken Pis. Itinéraire d'une statue emblématique", in: Brusselse Cahiers, 2019, nr. 1, p. 91-92. DOI:10.3917/brux.051.0091